# Паньков, Николай Николаевич
Николай Николаевич Паньков (22 августа 1969, с. Медянка, Ординский район, Пермская область, СССР) — советский, российский ученый зоолог, водный эколог, палеонтолог, биолог. Профессор кафедры зоологии беспозвоночных и водной экологии Пермского университета.

## Биография
В 1986 г. окончил Медянскую среднюю школу с золотой медалью и поступил на биологический факультет Пермского университета. В 1988–1989 годах проходил военную службу в рядах Советской армии. В 1992 году окончил биологический факультет университета.
С 1997 года — кандидат биологических наук.
С 1992 по 1993 год — стажер-исследователь кафедры зоологии беспозвоночных и водной экологии  Пермского университета, с 1993 года — аспирант, с 1996 — ассистент, с 1998 — старший преподаватель, с 1999 — доцент кафедры.
С 2004 по 2013 год — заведующий кафедрой зоологии беспозвоночных и водной экологии Пермского университета; с 2013 года — профессор кафедры. 2008–2018 года — заместитель декана биологического факультета по учебной работе.
С 2018 по 2021 год — и. о. декана биологического факультета  Пермского университета.

## Научная деятельность
Формирование Н.Н. Панькова как гидробиолога связано с именами таких учёных, как проф. Т. М. Тиунова (Биолого-Почвенный институт ДВО АН СССР, Владивосток), и С. М. Голубков (Зоологический институт АН СССР, Ленинград). В его становлении как фауниста, большую роль сыграл известный систематик в области мекоптероидных насекомых В.Г. Новокшонов 
Начало самостоятельной научной деятельности Н. Н. Панькова связано с регулярным наблюдением и изучением экосистемы р. Сылвы в мае 1992 года. В результате многолетних исследований Сылвы как эталонного водотока Прикамья были получены весьма полные сведения о таксономическом составе донной фауны, водорослей планктона и обрастаний, выявлены структурные и функциональные характеристики сообществ фито- и зообентоса, основные закономерности в распределении зообентоценозов на поперечном профиле водотока, а также вдоль его оси на протяжении от самого истока до устья. Круглогодичные наблюдения за динамикой зообентоса позволили детально описать ход численности и биомассы сообществ донных животных, а также их структурные изменения под воздействием гидрологических условий. Многолетние исследования зообентоценозов р. Сылвы позволили выявить влияние на них дождевых паводков, оценить уязвимость сообществ в зависимости от гранулометрического состава грунтов.
Большой научный интерес представляют и результаты изучения трофологии гидробионтов. Н. Н. Паньковым впервые были получены данные по избирательности питания некоторых беспозвоночных и ряда видов рыб (в частности, европейского хариуса), описаны трофические зоны и их распределение по продольному профилю водотока.
В результате изучения таксономического состава фауны амфибиотических насекомых и водных моллюсков Прикамья, были выявлены десятки новых для Пермского края и Урала видов, благодаря чему Пермский край, до того бывший «белым пятном» в отношении фауны подёнок, веснянок и ручейников, стал одним из наиболее изученных регионов России.
Другое направление работ — изучение географии речных зообентоценозов Приуралья. С этой целью Н.Н. Паньковым в 1996–2016 годах была проведена серия научных экспедиций, охвативших практически всю территорию региона. Материалы серии экспедиционных работ позволили существенно уточнить положения концепции речного континуума, сформулированной группой американских учёных (Vannote et al., 1980), а также концепции дискретной зональности водотоков, предложенной немецким гидробиологом Й. Иллиесом (Illies, 1961). Особенно интересными оказались эффекты, наблюдаемые в районах сопряжения типологических зон (диффузного и анклавного взаимопроникновения), которые прежде в научной литературе не описывались.
Начиная с 2000 года Н.Н. Паньков изучает зависимость структурных и функциональных характеристик зообентоценозов от геологического строения (тектоники и литологии) дренируемых рекой территорий. Проведенные исследования позволили впервые описать особенности организации зообентоценозов в водотоках с поперечной долиной, уточнить положения концепции динамики пятен Таунсенда (Townsend, 1989), найти компромисс этой концепции с концепцией речного континуума.
Заметное место в научной деятельности Н.Н. Панькова занимает изучение животного населения подземных местообитаний, особенно биологии пещерного бокоплава, палеоэндемика Пермского края крангоникса Хлебникова. Проведённые исследования позволили уточнить их морфологическую характеристику, установить плотность их популяций в различных пещерах региона, определить показатели рождаемости и смертности рачков, выявить среднюю и максимальную продолжительность их жизни, рассчитать скорость роста и энергетического обмена, выявить температурные предпочтения, сформулировать предложения по их охране.
Научные исследования Н.Н. Панькова в направлении палеонтологии беспозвоночных, обитателей текучих вод с соавторами (В.Г. Новокшонов, А.С. Аристов) привело к описанию четырех новых для науки рода и пяти видов, также были высказаны соображения о путях освоения веснянкообразными насекомыми водной среды обитания, выполнена реконструкция экосистемы водотока позднего палеозоя.
Организатор всероссийских с международным участием конференций "Симбиоз-Россия" в 2019 и 2020 годах.
Среди результатов научной деятельности Н.Н. Панькова важное место занимают изыскания в области философских проблем биологии, а именно теории эволюции, систематики и исторического развития биосферы.

## Основные работы
1. Овчанкова Н. Б., Паньков Н. Н. Новые сведения по фауне двустворчатых моллюсков семейства Euglesidae Пермского Прикамья// Вестник Пермского ун-та, 2015. Вып. 1 Биология. С. 1–4.
2. Овчанкова Н. Б., Паньков Н. Н., Шадрин Н. Ю. Фауна и зоогеографическая характеристика моллюсков надсемейства Pisidioidea севера и востока Европейской России// Вестник Удмуртского ун-та, 2015. Т. 25. Вып. 2 Биология. Науки о Земле. С. 126–134.
3. Паньков Н. Н., Наумкин Д. В. Водные и амфибиотические беспозвоночные заповедника «Басеги» // Природа Басег: Труды Государственного природного заповедника «Басеги». Соликамск, 2015. Вып. 4. С. 175–182.
4. Паньков Н. Н., Овчанкова Н. Б., Шадрин Н. Ю. Фауна прудовиков (Gastropoda:Lymnaeidae) востока Европейской России и Урала // Вестник Пермского ун-та, 2015.Вып. 4 Биология. С. 317–326
5. Паньков Н. Н, Овчанкова Н. Б, Шадрин Н. Ю. Фауна гребнежаберных моллюсков (Gastropoda:Pectinibranchia) востока Европейской России, Урала и Западной Сибири // Вестник Пермского ун-та, 2016.Вып. 3 Биология. С. 244–252.
6. Паньков Н. Н., Овчанкова Н. Б. Фауна и сообщества донных беспозвоночных водотоков бассейна Верхней Вишеры // Вестник Пермского ун-та, 2017. Вып. 2 Биология. С. 168–184.
7. Красная книга Пермского края. Коллектив авторов: Бакланов М. А., Баландин С. В., Белковская Т. П., Воронов Г. А., Есюнин С.Л., Ефимик Е. Г., Зенкова Н. А., Зиновьев Е.А., Карасев К. А., Колбин В. А., Литвинов Н. А, Лямин М. Я., Наумкин Д. В., Овеснов С. А., Паньков Н. Н., Переведенцева Л. Г., Санников П. Ю., Селиванов А. Е., Шепель А. И., Шкараба Е. М. Пермь, 2018.
8. Паньков Н. Н. Структурные и функциональные характеристики зообентоценозов р.Сылвы (бассейн Камы). Пермь: Изд-во Пермского ун-та, 2004. 162 с.
9. Паньков Н. Н., Панькова Н. В. К биологии троглобионтного бокоплава Crangonyx chlebnikovi Borutzky, 1928 (Gammaridae) с описанием нового подвида из Кунгурской Ледяной пещеры// Пещеры: Межвуз. сб. науч. тр. Пермь: Изд-во Пермского ун-та, 2004. С. 141–150.
10. Aristov D. S. , Novokshonov V. G. , Pan’kov N. N. Taxonomy of the Fossil Grylloblattid Nymphs (Insecta: Grylloblattida) // Paleonotological Journal, 2006. Vol. 40, №. 1.
11. Дублянский В. Н., Кадебская О. И., Лавров И. А., Лаврова Н. В., Пятунин М. С., Кадебский Ю. В., Никифорова И. А., Худеньких К. О., Дублянская Г. Н., Катаев В. Н., Молоштанова Н. Е., Паньков Н. Н., Шувалов В. М., Максимович Н. Г., Назарова У. В., Мавлюдов Б. Р. Кунгурская Ледяная пещера: опыт режимных наблюдений // Под редакцией В. Н. Дублянского. Екатеринбург, 2005.
12. Паньков Н. Н., Старова О.С. Демография и репродуктивная биология crangonyx chlebnikovi borutzky, 1928 (amphipoda: gammaridae) из трех пещер Приуралья  // Вестник Пермского университета. 2009. № 10 (36). С. 55–61.
13. Паньков Н. Н., Крашенинников А. Б. Зообентос родников Урала и Предуралья (Пермское Прикамье) // Вестник Пермского университета. Серия: Биология. 2012. № 1. С. 18–24.
14. Паньков Н. Н., Андреев А. И., Старова О. С., Малеев А. С., Шустов В. М. К физиологии стигобионтных бокоплавов crangonyx chlebnikovi borijtzky, 1928 (crangonyctidae) // Пещеры. Министерство науки и высшего образования Российской Федерации, Естественнонаучный институт Пермского государственного университета, Учреждение Российской академии наук, Горный институт Уральского отделения РАН, Институт карстоведения и спелеологии Русского Географического общества. Пермь, 2010. С. 136–142.
15. Березина О. А., Двинских С. А., Ларченко О. В., Паньков Н. Н. Некоторые экологические проблемы Мотовилихинского пруда г. Перми // Географическое пространство: сбалансированное развитие природы и общества. Материалы IV заочной Всероссийской с международным участием научно-практической конференции, посвященной 170-летию Русского географического общества. Челябинское региональное отделение Русского географического общества; Министерство экологии Челябинской области; Челябинский государственный педагогический университет. 2015. С. 127–132.
16. Паньков Н. Н., Гopшкoв И. Г., Чернов А. В. Крангоникс Хлебникова (Amphipoda: Gammaridae) в Кунгурской ледяной пещере: демография и репродуктивная биология // Вестник Пермского университета. 2005. № 6. С. 77-82.

## Членство в научных и общественных организациях
- Председатель Учёного совета биологического факультета ПГНИУ.
- Член Учёного совета ПГНИУ.
- Член Учёного совета Пермского краеведческого музея.
- Член редколлегии научного журнала "Вестник Пермского университета. Серия Биология" (ВАК).